# 刘三姐镇
刘三姐镇，是中华人民共和国广西壮族自治区河池市宜州区下辖的一个乡镇级行政单位。2015年，原刘三姐乡撤乡设镇。

## 行政区划
刘三姐镇下辖以下地区：
流河社区、三合社区、小龙村、冬田村、洛漏村、天桥村、龙降村、良村、岩田村、坝头村、谷洞村、飞高村、乍洞村、拉甫村、中和村、湖长村、龙元村和龙潭村。